# 徐相国
徐 相国（ソ・サングク、朝鮮語: 서상국/徐相國、1897年2月11日または3月11日 - 1977年1月4日）は、大韓民国の政治家。第2代韓国国会議員。

## 経歴
現在の全羅南道咸平郡出身。早稲田大学専門部政経科卒。1925年には長城郡の精米所で約5か月間勤めていた。中央中学校、中央大学校の教員を務めた後、1950年の第2代総選挙に咸平選挙区から民主国民党所属で出馬し、国会議員を務めた。政界では民主国民党中央執行委員を務めた。